# Daniel Freund

Daniel Freund, 2024

Daniel Freund (* 14. Oktober 1984 in Aachen) ist ein deutscher Politiker (Bündnis 90/Die Grünen). Seit 2019 ist Freund Mitglied des Europäischen Parlaments als Teil der Fraktion Die Grünen/EFA. Er ist überparteilich bekannt für seinen engagierten Einsatz für Rechtsstaatlichkeit und Transparenz, gegen Korruption in der Europäischen Union – insbesondere durch seine deutliche Kritik an rechtsstaatlichen Defiziten in Ungarn.

## Leben
Daniel Freund, geboren und aufgewachsen in Aachen, studierte nach seiner Schulausbildung von 2004 bis 2006 zunächst Politik, Wirtschaft und Jura an der Universität Leipzig. Dem schloss er von 2006 bis 2010 ein Master-Studium in Public Affairs an der Sciences-Po in Paris an. In dieser Zeit absolvierte er zudem einen Studienaufenthalt an der George Washington University in Washington DC.
Während seiner Studienzeit gründete Freund mit Mitstreitern ein europäisches Zeitungsprojekt namens European Daily, mit welchem er 2011 für den Jugendkarlspreis nominiert wurde.
Nach Stationen als Praktikant im Auswärtigen Amt und der EU-Delegation in Hong Kong sowie als Berater bei Deloitte, arbeitete Freund von 2013 bis 2014 als Mitarbeiter im Büro des Europaabgeordneten Gerald Häfner in Brüssel. Im Juli 2014 wechselte Freund zum Büro von Transparency International in Brüssel, wo er bis Mai 2019 als „Head of Advocacy for EU Integrity“ für Korruptionsbekämpfung bei EU-Institutionen verantwortlich war.

## Politischer Werdegang
2005 trat Daniel Freund der Partei Bündnis 90/Die Grünen bei. Hier ist er seit 2019 beratendes Mitglied im Landesvorstand der Grünen NRW sowie Co-Vorsitzender der Delegation der NRW-Grünen im Europäischen Parlament zusammen mit Alexandra Geese und Terry Reintke. Er engagiert sich unter anderem in Parteigremien wie der BAG Europa, der BAG Recht und Demokratie, im Landesdiversitätsrat sowie im Netzwerk lebendige Demokratie.

### Wahl ins Europaparlament 2019–2024
Im November 2018 kandidierte er auf der Bundesdelegiertenkonferenz der Partei für die Europawahlliste; die Delegierten nominierten ihn für den 20. Listenplatz. Seine Partei gewann bei der Europawahl 2019 mit 20,5 Prozent der Stimmen 21 der 96 deutschen Mandate, sodass Freund direkt einzog.
Im Europaparlament ist Freund Mitglied der Fraktion Die Grünen/EFA. Für diese sitzt er im Ausschuss für Budgetkontrolle sowie im Verfassungsausschuss.
Darüber hinaus war Freund in der 9. Legislaturperiode (2019–2024) stellvertretendes Mitglied im Ausschuss für Verkehr und Tourismus, seit 2022 ebenso im Ausschuss für bürgerliche Freiheiten, Justiz und Inneres.
Von 2022 bis 2023 war er zudem Mitglied im Sonderausschuss zur Einflussnahme aus dem Ausland auf alle demokratischen Prozesse in der Europäischen Union, einschließlich Desinformation, und zur Stärkung der Integrität, Transparenz und Rechenschaftspflicht im Europäischen Parlament.
Ebenso ist er in der EU-Delegation für die Beziehungen zu den Ländern Südostasiens und dem Verband südostasiatischer Nationen (ASEAN).

### Wiederwahl ins Europaparlament 2024
Bei der Europawahl 2024 zog Daniel Freund auf Listenplatz 10 erneut für Bündnis 90/DIE GRÜNEN ins Europäische Parlament ein. Für die Fraktion der Greens/EFA ist er in der 10. Legislatur des EP (2024–2029) erneut Mitglied im Ausschuss für Budgetkontrolle, dem er als Koordinator vorsitzt, sowie im Verfassungsausschuss. Weiterhin ist er als stellvertretendes Mitglied im Ausschuss für bürgerliche Freiheiten, Justiz und Inneres.
Über den Ausschuss für bürgerliche Freiheiten engagiert er sich zudem in der Monitoring-Gruppe für Demokratie, Grundrechte und Rechtsstaatlichkeit.
Für die Grünen im EU-Parlament ist er Mitglied der Delegation für die Beziehungen zur Arabischen Halbinsel, der Delegation für die Beziehungen zu den Ländern Südostasiens und dem Verband südostasiatischer Nationen (ASEAN), der Delegation in der Paritätischen Parlamentarischen Versammlung OAKPS-EU sowie der Delegation in der Parlamentarischen Versammlung Karibik-EU.
Seit 2024 ist er zudem Ständiger Berichterstatter für Überwachung der EU-Finanzhilfen an die Ukraine und die Beziehungen zum Verkhovna Rada im Budgetkontrollausschuss.

### Europa-Parlamentarische Mitgliedschaften und Engagement
Neben der Arbeit in den parlamentarischen Ausschüssen und Delegationen ist Daniel Freund im Vorstand der Spinelli-Gruppe, deren Präsident er von 2021 bis 2025 war. Die Spinelli-Group ist eine Bewegung von Mitgliedern des europäischen Parlaments verschiedener Fraktionen, die sich für eine engere europäische Integration via Vertragsreform einsetzt.
Zu Beginn der Legislaturperiode 2019 gründete Freund die interfraktionelle Arbeitsgruppe zur Korruptionsbekämpfung in der EU, die er bis zu ihrer Wahl zur Präsidentin des Europäischen Parlaments, zusammen mit Roberta Metsola leitet. Mittlerweile leitet er die Anti-Corruption Intergroup gemeinsam mit den Europaabgeordneten Chloé Ridel (S&D) und Michał Wawrykiewicz (EVP).
Ebenso ist er Mitglied in der LGBTIQ+ Intergroup, deren Arbeit darin besteht, die Tätigkeit der Europäischen Union zu beobachten, die Situation von lesbischen, schwulen, bisexuellen, trans-, intergeschlechtlichen und queeren (LGBTIQ+) Personen in den EU-Mitgliedstaaten und darüber hinaus zu verfolgen sowie im Austausch mit zivilgesellschaftlichen Gruppen deren Anliegen auf europäischer Ebene weiterzutragen.
In der letzten Legislaturperiode war er zudem im Exekutivausschuss der Konferenz zur Zukunft Europas (COFE), eine Initiative der Europäischen Kommission und des Europäischen Parlaments, welche in den Jahren 2021/2022 unter Einbeziehung von EU-Bürgern ein Konzept erarbeitete, wie die Zukunft der EU und die weitere Integration gestaltet werden können.

### Extra-Parlamentarische Mitgliedschaften
Daniel Freund ist Mitglied der überparteilichen Europa-Union Deutschland, die sich für die europäische Integration und ein föderales Europa einsetzt.
Darüber hinaus ist er beratender Beisitzer im Kuratorium des Instituts für Europäische Politik (Berlin).
Zudem gehört er dem Kreis der Mitglieder des Jacques Delors Instituts in Berlin an, das sich mit Fragen europäischer Politik und Governance beschäftigt.

## Politische Initiativen und Erfolge
Im Europäischen Parlament setzte sich Freund maßgeblich für die Reform des EU-Transparenzregisters ein. Als Verhandlungsführer des Parlaments war er an der Ausarbeitung eines interinstitutionellen Abkommens beteiligt, das 2021 in Kraft trat und erstmals verbindliche Regeln für Lobbykontakte mit Kommission, Parlament und Rat festlegte. Das neue Transparenzregister verpflichtet Interessenvertreter zur Offenlegung ihrer Tätigkeiten und schafft mehr Nachvollziehbarkeit bei politischen Entscheidungsprozessen. Freund gilt als einer der zentralen Architekten dieser Reform.
Freund spielte eine zentrale Rolle bei der Einführung und Umsetzung des EU-Rechtsstaatsmechanismus, der die Auszahlung von EU-Geldern an die Einhaltung rechtsstaatlicher Prinzipien in den Mitgliedstaaten koppelt. Als Mitglied des Haushaltskontrollausschusses setzte er sich frühzeitig für diesen Mechanismus ein und begleitete dessen Anwendung kritisch. In diesem Zusammenhang war er einer der prominentesten Stimmen im Europäischen Parlament, die auf die systematischen Verstöße gegen rechtsstaatliche Standards in Ungarn hinwiesen. Im Jahr 2022 führte der Mechanismus erstmals zur teilweisen Einfrierung von EU-Mitteln für Ungarn – ein Schritt, den Freund öffentlich begrüßte und als wichtigen Erfolg für den Schutz europäischer Grundwerte wertete. Aufgrund der anhaltenden und nicht verbesserten Lage der Rechtsstaatlichkeit in Ungarn forderte Freund gemeinsam mit führenden Abgeordneten verschiedener Fraktionen unter anderem in einem offenen Brief an die Europäische Kommission die vollständige Einfrierung der EU-Gelder an die ungarische Regierung.
Freund setzt sich seit Beginn seiner Mandatszeit für die Schaffung eines unabhängigen Ethikgremiums (European Ethics Body) auf EU-Ebene ein. Ziel ist es, verbindliche Verhaltensregeln und transparente Kontrollmechanismen für Mitglieder der EU-Institutionen – insbesondere für Abgeordnete des Europäischen Parlaments und EU-Kommissaren – zu etablieren. Infolge von Korruptionsskandalen wie „Katar-Gate“ forderte er wiederholt die Einrichtung einer externen, durchsetzungsfähigen Instanz, die Interessenkonflikte überprüft und Verstöße sanktioniert. Dabei kritisierte er die bisherigen Selbstkontrollmechanismen als unzureichend und politisch befangen.

## Rezeption in den Medien
Daniel Freund findet regelmäßig Beachtung in nationalen wie internationalen Medien, insbesondere im Kontext seiner Arbeit zu Transparenz, Rechtsstaatlichkeit und institutionellen Reformen der EU.
Seine anhaltende Kritik an der Rechtsstaatlichkeit in Ungarn sowie sein Eintreten für die Anwendung des EU-Rechtsstaatsmechanismus wurden unter anderem in der Süddeutschen Zeitung und in Politico Europe thematisiert.
In der Arte-Doku „Hallo, Diktator“ – Orbán, die EU und die Rechtsstaatlichkeit wird Daniel Freund bei seinem Kampf für die Rechtsstaatlichkeit in Ungarn begleitet.
Die taz bezeichnete Daniel Freund aufgrund seines Einsatzes gegen Korruption in Ungarn als „Orbáns härtester Gegner“.
In der Arte-Dokumentation „Polen an der Grenze“ von Marcin Wierzchowski wird Daniel Freund bei einer Reise durch Polen begleitet. In seiner Funktion als Mitglied des Haushaltskontrollausschusses besuchte Daniel Freund u. a. Łódź. Freund macht auf die Probleme der Rechtsstaatlichkeit in Polen und die damit verbundenen eingefrorenen EU-Finanzmittel aufmerksam.
Im Juli 2024 plädierte er im FAZ-Podcast dafür, die ungarische EU-Ratspräsidentschaft wegen ihres Missbrauchs durch Viktor Orbán auf zwei Monate zu verkürzen.
Im Zuge des Korruptionsskandals „Qatargate“ trat Freund verstärkt als Verfechter eines unabhängigen Ethikgremiums in Erscheinung. In Beiträgen unter anderem auf tagesschau.de, EURACTIV und Arte forderte er schärfere Regeln und institutionelle Konsequenzen.
Freund ist darüber hinaus regelmäßig Gast in öffentlich-rechtlichen Sendungen wie dem ZDF-Magazin Frontal und wird in Rankings von Politico Europe als einflussreicher Abgeordneter in den Bereichen Rechtsstaatlichkeit und Transparenz geführt.
Zusätzlich verfasst er regelmäßig Gastbeiträge in europäischen Medien wie The Guardian und taz, in denen er sich für mehr Demokratie, Transparenz und institutionelle Reformen der EU einsetzt.
Im Jahr 2024 wurde Daniel Freund in der ZDF/ARTE-Dokumentation Gekaufte Politik? Europa in der Korruptionskrise porträtiert, die den Korruptionsskandal „Katargate“ im Europäischen Parlament thematisiert. Die Dokumentation beleuchtet unter anderem Freunds Einsatz für Transparenz und seine Bemühungen um die Einrichtung eines unabhängigen Ethikgremiums in der EU.